# Sterane

Strukturformel von Steran

Strukturformel von Gonan

Als Sterane werden organische Kohlenwasserstoff-Moleküle bezeichnet, welche mit dem Steran die Grundstruktur für die Stoffgruppe der Steroide enthalten. Die chemische Bezeichnung für Steran ist Hexadecahydro-cyclopenta[a]phenanthren. Es setzt sich aus drei sechsgliedrigen und einem fünfgliedrigen Ring zusammen, die mit Buchstaben A, B, C und D gekennzeichnet werden. Das Molekül besitzt sechs Stereozentren, jeweils an den Kohlenstoffatomen, die zu zwei Ringen gehören (5, 10, 8, 9, 13, 14). Steran ist der Oberbegriff für sämtliche Stereoisomere, ungeachtet der Konfiguration an den Stereozentren.
Als Gonane bezeichnet man Sterane, bei denen die Ringe B und C sowie die Ringe C und D jeweils trans verbunden sind (das heißt, die an die Ecken gebundenen Wasserstoffatome liegen auf gegenüberliegenden Seiten des Moleküls).
|                                         |                                       |
| 5α-Gonan: Ringe A und B trans verknüpft | 5β-Gonan: Ringe A und B cis verknüpft |

Die Ringe A und B des Gonans können entweder in cis (5β-Gonan) (das heißt, die Wasserstoffatome liegen auf der gleichen Seite des Moleküls) oder in trans (5α-Gonan) verbunden sein. Dies hat Auswirkungen auf die Stereochemie des Moleküls. In allen Steroidhormonen, welche ein C-5-Wasserstoff tragen, ist dieses α-orientiert und ist hierdurch trans-verknüpft. Eine β-Orientierung und somit eine cis-Verknüpfung ist typisch für die Gallensalze.
Substituenten, die sich im Halbraum oberhalb der Ringebene befinden, werden als β-ständig bezeichnet, diejenigen auf der anderen Seite als α-ständig.

## Derivate
| C-Atome | Derivat   | Struktur | Name                             | Stoffgruppe                |
| ------- | --------- | -------- | -------------------------------- | -------------------------- |
| C18     | Estran    |          | 13β-Methyl-gonan                 | Estrogene                  |
| C19     | Androstan |          | 10β,13β-Dimethyl-gonan           | Androgene                  |
| C21     | Pregnan   |          | 10β,13β-Dimethyl-17β-ethyl-gonan | Gestagene, Corticosteroide |